# Jean-Louis Ferrary
Pour les articles homonymes, voir Ferrary.
Jean-Louis Ferrary, né le 5 mai 1948 à Orléans et mort le 9 août 2020 à Paris, est un universitaire et historien français spécialiste de l'Antiquité romaine.

## Biographie
Né en 1948, il intègre l'École normale supérieure en 1967 et obtient l'agrégation de lettres classiques en 1970. Membre de l'École française de Rome de 1973 à 1976, il est ensuite élu maîtres de conférences à l'université Paris-Sorbonne et poursuit sa carrière à l'École pratique des hautes études, où il est chargé de conférences (1983) puis directeur d'études (depuis 1989). Sa conférence s'intitule « Histoire des institutions et des idées politiques du monde romain ». Il obtient son titre de docteur d'État en 1987 après avoir travaillé sous la direction de Pierre Grimal et de Claude Nicolet. Sa thèse, publiée sous le titre Philhellénisme et impérialisme : aspects idéologiques de la conquête romaine du monde hellénistique, marque un tournant dans l'étude des relations entre Rome et le monde grec.
Jean-Louis Ferrary s'intéresse à l'histoire des relations entre Rome et le monde grec, à l'histoire des institutions, du droit et de la législation de la Rome ancienne, à l'histoire des idées et de la philosophie politiques antiques, à l'épigraphie latine et grecque d’époque romaine, à la philologie latine et à l'historiographie. Il est notamment spécialiste de Polybe et de Cicéron.
Membre du bureau de l’Association Guillaume-Budé (qu'il a présidée jusqu'en 2015), associé correspondant de la Société nationale des antiquaires de France, correspondant de l'Institut archéologique allemand, membre honoraire de la Société russe des Antiquisants et président de la Société française d’études épigraphiques sur Rome et le monde romain, il est aussi membre du Conseil de la Fondation Hardt, des conseils scientifiques de l’Institut de Droit romain (Paris) et de l’Istituto di Studi umanistici (Florence).
Directeur de la série latine de la Collection des universités de France et codirecteur de la Revue de Philologie, il est élu en 2005 comme membre de l'Académie des inscriptions et belles-lettres au fauteuil de Maurice Euzennat. Il est président de l'Académie, ainsi que de l'Institut, pour l'année 2018. Il est également membre de l'Académie des sciences et des lettres de l'institut lombard, de Academia Europaea et membre correspondant de la British Academy et de l'Académie des belles-lettres de Barcelone,.

## Principales publications

### Ouvrages
- Philhellénisme et impérialisme. Aspects idéologiques de la conquête romaine du monde hellénistique, Rome, BEFAR, 1988[9]
- Onofrio Panvinio et les Antiquités romaines, Rome, Collection de l’École Française de Rome, 1996[10]
- Recherches sur les lois comitiales et sur le droit public romain, Pavie, Pavia University Press, 2012[11]
- Les mémoriaux de délégations de Claros, d’après la documentation conservée dans le Fonds Jeanne et Louis Robert, Paris, De Boccard, 2015[12]
- Rome et le monde grec : Choix d'écrits, Paris, Les Belles Lettres, 2016[13]
- Dall'ordine repubblicano ai poteri di Augusto : aspetti della legislazione romana, Rome, L'Erma di Bretschneider, 2016
- Quintus Mucius Scævola : Opra  [co-éditeur avec Emanuele Stolfi], Rome, L'Erma di Bretschneider, coll. « Scriptores iuris Romani », 2018

### Ouvrages collectifs
- Die späte römische Republik. La fin de la République romaine : Un débat franco-allemand d’histoire et d’historiographie, Rome, Collection de l’École Française de Rome, 1997
- L'idée de l'Europe au fil de deux millénaires, Paris, Beauchesne, 1997
- Les cités d'Asie mineure occidentale au IIe siècle a.C., Bordeaux, Ausonius, 2001
- Fondements et crises du pouvoir, Bordeaux, Ausonius, 2003
- Citoyenneté et participation à la basse époque hellénistique, Paris, Droz, 2005
- Une koinè pontique : Cités grecques, sociétés indigènes et empires mondiaux sur le littoral nord de la mer Noire (VIIe s. a.C.-IIIe s. p.C.), Bordeaux, Ausonius, 2007
- Le Principat d'Auguste : Réalités et représentations du pouvoir, Autour de la Res publica restituta, Rennes, Presses universitaires de Rennes, 2009
- Administrer les provinces de la République romaine, Rennes, Presses universitaires de Rennes, 2010
- La Diplomatie romaine sous la République : Réflexions sur une pratique, Besançon, Presses Universitaires de Franche-Comté, 2015
- L'homme et ses passions, Paris, Les Belles Lettres, 2016
- Guerre et droit, Paris, Hermann, 2017

## Distinctions
- Chevalier de la Légion d'honneur (Il est fait chevalier par décret du 3 avril 2015)[14],[15].
- Chevalier de l'ordre national du Mérite[6],[15].
- Commandeur de l'ordre des Palmes académiques[6],[15].